# Xorides syrinx
Xorides syrinx är en stekelart som beskrevs av Ian D. Gauld 1997. Xorides syrinx ingår i släktet Xorides och familjen brokparasitsteklar. Inga underarter finns listade i Catalogue of Life.